# Warhammer 40,000: Eternal Crusade
Warhammer 40,000: Eternal Crusade est un jeu vidéo de tir à la troisième personne développé par Behaviour Interactive et édité par Bandai Namco Games, sorti en 2016 sur Windows, Mac, Linux, PlayStation 4 et Xbox One.

## Accueil
- Jeuxvideo.com : 11/20[1]